# Persone di nome Adrian
| Questa pagina contiene informazioni ricavate automaticamente dalle voci biografiche con l'ausilio del template Bio e di un bot. L'aggiornamento è periodico e automatico e ricostruisce completamente la pagina. Se manca una persona in questa lista, sei pregato di non aggiungerla, ma accertati piuttosto che la sua voce biografica contenga il template Bio e che i dati anagrafici siano correttamente compilati. Se il template Bio manca, inseriscilo tu stesso o, in alternativa, metti l'avviso {{tmp\|Bio}} che ne segnala la mancanza. Se i dati riportati sono sbagliati, correggi direttamente la voce biografica; le modifiche saranno visibili in questa lista entro pochi giorni. Per chiarimenti vedi il progetto antroponimi. La lista contiene solo le 268 persone che sono citate nell'enciclopedia e per le quali è stato implementato correttamente il template Bio. Pagina aggiornata al 6 ago 2025. |

Questa è una lista di persone presenti nell'enciclopedia che hanno il nome Adrian, suddivise per attività principale.

## Alchimisti(1)
- Adrian von Mynsicht, alchimista tedesco (n. 1588 - † 1638)

## Allenatori di calcio(15)
- Adrian Alston, allenatore di calcio e ex calciatore australiano (Preston, n. 1949)
- Adrian Birch, allenatore di calcio inglese (Middlesbrough, n. 1872 - Darlington, † 1932)
- Aidy Boothroyd, allenatore di calcio e ex calciatore inglese (Baildon, n. 1971)
- Adrian Bumbescu, allenatore di calcio e ex calciatore rumeno (Craiova, n. 1960)
- Adrian Heath, allenatore di calcio e ex calciatore inglese (Newcastle-under-Lyme, n. 1961)
- Adrian Iencsi, allenatore di calcio e ex calciatore rumeno (Piatra Neamț, n. 1975)
- Adrian Kunz, allenatore di calcio e ex calciatore svizzero (n. 1967)
- Adrian Matei, allenatore di calcio e ex calciatore romeno (Bucarest, n. 1968)
- Adrian Mutu, allenatore di calcio, dirigente sportivo e ex calciatore rumeno (Călineşti, n. 1979)
- Adrian Pennock, allenatore di calcio e ex calciatore inglese (Ipswich, n. 1971)
- Adrian Siemieniec, allenatore di calcio polacco (Czeladź, n. 1992)
- Adrian Sosnovschi, allenatore di calcio e ex calciatore moldavo (Chișinău, n. 1977)
- Adrian Ursea, allenatore di calcio e ex calciatore rumeno (Slobozia, n. 1967)
- Adrian Viveash, allenatore di calcio e ex calciatore inglese (Swindon, n. 1969)
- Adrian Williams, allenatore di calcio e ex calciatore inglese (Reading, n. 1971)

## Allenatori di pallacanestro(1)
- Adrian Griffin, allenatore di pallacanestro e ex cestista statunitense (Wichita, n. 1974)

## Animatori(1)
- Adrian Molina, animatore, sceneggiatore e regista statunitense (Yuba City, n. 1985)

## Antropologi(1)
- Adrian Zenz, antropologo tedesco (n. 1974)

## Architetti(1)
- Adrian Smith, architetto statunitense (Chicago, n. 1944)

## Arcivescovi cattolici(1)
- Adrian Józef Galbas, arcivescovo cattolico polacco (Bytom, n. 1968)

## Artisti(2)
- Adrian Carmack, artista statunitense (n. 1969)
- Adrian Paci, artista albanese (Scutari, n. 1969)

## Attori(16)
- Adrian Dunbar, attore irlandese (Enniskillen, n. 1958)
- Adrian Edmondson, attore, comico e regista britannico (Bradford, n. 1957)
- Adrian Grenier, attore, regista e musicista statunitense (Santa Fe, n. 1976)
- Adrian Holmes, attore britannico (Wrexham, n. 1974)
- Adrian Lester, attore britannico (Birmingham, n. 1968)
- Adrian Lukis, attore inglese (Birmingham, n. 1958)
- Adrian Martinez, attore statunitense (New York, n. 1972)
- Adrian Lewis Morgan, attore gallese (Beddau, n. 1973)
- Adrian Pasdar, attore e regista statunitense (Pittsfield, n. 1965)
- Adrian Paul, attore e ex modello britannico (Londra, n. 1959)
- Adrian R'Mante, attore e conduttore televisivo statunitense (Tampa, n. 1978)
- Adrian Rawlins, attore britannico (Stoke-on-Trent, n. 1958)
- Gemelli Rayment, attore e artista marziale britannico (Minster, n. 1970)
- Adrian Scarborough, attore britannico (Melton Mowbray, n. 1968)
- Adrian Schiller, attore britannico (Oxford, n. 1964 - Norwich, † 2024)
- Adrian Zmed, attore statunitense (Chicago, n. 1954)

## Avvocati(1)
- Adrian Cronauer, avvocato, attivista e militare statunitense (Pittsburgh, n. 1938 - Troutville, † 2018)

## Bassisti(3)
- Adrian Jackson, bassista britannico (n. 1970)
- Adrian Lambert, bassista e compositore britannico (Brighton, n. 1972)
- Adrian Shaw, bassista britannico (Hampstead, n. 1947)

## Batteriologi(1)
- Adrian Stokes, batteriologo inglese (Losanna, n. 1887 - Lagos, † 1927)

## Batteristi(2)
- Adrian Erlandsson, batterista svedese (Malmö, n. 1970)
- Adrian Young, batterista e percussionista statunitense (Long Beach, n. 1969)

## Biografi(1)
- Adrian Desmond, biografo britannico (n. 1947)

## Canottieri(2)
- Adrian Ellison, ex canottiere britannico (n. 1958)
- Adrian Monger, canottiere australiano (Mount Lawley, n. 1932 - Perth, † 2016)

## Cantanti(4)
- Amara, cantante e rapper norvegese (Oslo, n. 1997)
- Adrian Gaxha, cantante macedone (Skopje, n. 1984)
- Adrian Lulgjuraj, cantante albanese (Dulcigno, n. 1980)
- Adrian Sînă, cantante rumeno (Baia Mare, n. 1977)

## Cantautori(1)
- Nikki Sudden, cantautore, musicista e critico musicale britannico (Londra, n. 1956 - New York City, † 2006)

## Cestiste(1)
- Adrian Williams-Strong, ex cestista statunitense (Fresno, n. 1977)

## Cestisti(15)
- A.J. Abrams, ex cestista statunitense (Sherman, n. 1986)
- Adrian Autry, ex cestista, allenatore di pallacanestro e dirigente sportivo statunitense (Monroe, n. 1972)
- Adrian Banks, cestista statunitense (Memphis, n. 1986)
- Adrian Bogucki, cestista polacco (Leszno, n. 1999)
- Adrian Branch, ex cestista statunitense (Washington, n. 1963)
- Adrian Breitlauch, cestista tedesco (Brema, n. 1993)
- Adrian Caldwell, ex cestista statunitense (Falls County, n. 1966)
- Adrian Dantley, ex cestista e allenatore di pallacanestro statunitense (Washington, n. 1955)
- Adrian Forbes, cestista giamaicano (Spanish Town, n. 1988)
- A.J. Griffin, ex cestista statunitense (Dallas, n. 2003)
- Adrian Hurley, ex cestista e allenatore di pallacanestro australiano (n. 1944)
- Adrian Petroșanu, cestista rumeno (Deva, n. 1924)
- Adrian Smith, ex cestista statunitense (Farmington, n. 1936)
- Adrian Thomas, ex cestista statunitense (Pembroke Pines, n. 1987)
- Adrian Uter, cestista statunitense (Queens, n. 1984)

## Chitarristi(4)
- Adrian Belew, chitarrista e cantante statunitense (Covington, n. 1949)
- Adrian Legg, chitarrista britannico (Londra, n. 1948)
- Adrian Smith, chitarrista britannico (Hackney, n. 1957)
- Adrian Vandenberg, chitarrista olandese (L'Aia, n. 1954)

## Ciclisti su strada(1)
- Adrian Kurek, ex ciclista su strada polacco (Grudziądz, n. 1988)

## Compositori(2)
- Adrian Willaert, compositore fiammingo (Roeselare, n. 1490 - Venezia, † 1562)
- Adrian Younge, compositore, arrangiatore e produttore discografico statunitense (n. 1978)

## Costumisti(1)
- Adrian, costumista statunitense (Naugatuck, n. 1903 - Los Angeles, † 1959)

## Designer(2)
- Adrian Frutiger, designer svizzero (Unterseen, n. 1928 - Bremgarten bei Bern, † 2015)
- Adrian van Hooydonk, designer olandese (Echt-Susteren, n. 1964)

## Direttori d'orchestra(2)
- Adrian Boult, direttore d'orchestra inglese (Chester, n. 1889 - Londra, † 1983)
- Adrian Leaper, direttore d'orchestra britannico (n. 1953)

## Direttori della fotografia(1)
- Adrian Biddle, direttore della fotografia inglese (Woolwich, n. 1952 - Londra, † 2005)

## Dirigenti sportivi(2)
- Adrian Ilie, dirigente sportivo e ex calciatore rumeno (Craiova, n. 1974)
- Adrian Stoop, dirigente sportivo britannico (Londra, n. 1883 - Hartley Wintney, † 1957)

## Divulgatori scientifici(1)
- Adrian Fartade, divulgatore scientifico, youtuber e scrittore rumeno (Bacău, n. 1987)

## Entomologi(1)
- Adrian Hardy Haworth, entomologo e botanico inglese (Hull, n. 1767 - Chelsea, † 1833)

## Filosofi(1)
- Adrian Johnston, filosofo statunitense (n. 1974)

## Fumettisti(1)
- Adrian Alphona, fumettista canadese

## Generali(2)
- Adrian Carton de Wiart, generale e avventuriero belga (Bruxelles, n. 1880 - Contea di Cork, † 1963)
- Lothar von Trotha, generale tedesco (Magdeburgo, n. 1848 - Bonn, † 1920)

## Giocatori di baseball(2)
- Cap Anson, giocatore di baseball e allenatore di baseball statunitense (Marshalltown, n. 1852 - Chicago, † 1922)
- Addie Joss, giocatore di baseball statunitense (Woodland, n. 1880 - Toledo, † 1911)

## Giocatori di beach volley(1)
- Adrian Carambula, ex giocatore di beach volley uruguaiano (Montevideo, n. 1988)

## Giocatori di calcio a 5(2)
- Adrian Pedersen, giocatore di calcio a 5 e calciatore norvegese (n. 1995)
- Adrian Skindlo, giocatore di calcio a 5 e calciatore norvegese (Bodø, n. 1999)

## Giocatori di football americano(11)
- Adrian Amos, giocatore di football americano statunitense (Baltimora, n. 1993)
- Adrian Burk, giocatore di football americano statunitense (Mexia, n. 1927 - Rusk, † 2003)
- Adrian Clayborn, giocatore di football americano statunitense (St. Louis, n. 1988)
- Adrian Colbert, giocatore di football americano statunitense (Wichita Falls, n. 1993)
- Adrian Hamilton, ex giocatore di football americano statunitense (Dallas, n. 1987)
- Adrian Peterson, giocatore di football americano statunitense (Palestine, n. 1985)
- Adrian Peterson, ex giocatore di football americano statunitense (Gainesville, n. 1979)
- Adrian Phillips, giocatore di football americano statunitense (Garland, n. 1992)
- Adrian Platzgummer, giocatore di football americano e ex bobbista austriaco (Hall in Tirol, n. 1995)
- Adrian Tracy, giocatore di football americano statunitense (Fairfax, n. 1987)
- AJ Wentland, giocatore di football americano statunitense (Rockford, n. 1994)

## Giornalisti(1)
- Adrian Bell, giornalista inglese (n. 1901 - † 1980)

## Giuristi(1)
- Adrian Koerbagh, giurista e filosofo olandese (Amsterdam, n. 1633 - Amsterdam, † 1669)

## Golfisti(1)
- Adrian Meronk, golfista polacco (Amburgo, n. 1993)

## Hockeisti su ghiaccio(2)
- Adrian Aucoin, ex hockeista su ghiaccio canadese (Ottawa, n. 1973)
- Adrian Trunz, ex hockeista su ghiaccio svizzero (Winterthur, n. 1984)

## Imprenditori(2)
- Adrian Künzi, imprenditore svizzero (n. 1973)
- Adrian Porumboiu, imprenditore rumeno (Buzău, n. 1950)

## Ingegneri(2)
- Adrian Bowyer, ingegnere e matematico britannico (Londra, n. 1952)
- Adrian Newey, ingegnere e dirigente sportivo britannico (Stratford-upon-Avon, n. 1958)

## Insegnanti(2)
- Adrian Forty, docente britannico (Oxford, n. 1948)
- Adrian Thomas, docente, compositore e musicologo britannico (Cornovaglia, n. 1947)

## Judoka(1)
- Adrian Gomboc, judoka sloveno (Murska Sobota, n. 1995)

## Liutisti(1)
- Adrian Le Roy, liutista, chitarrista e compositore francese (Montreuil-sur-Mer - Parigi, † 1598)

## Magistrati(1)
- Adrian Fulford, magistrato britannico (n. 1953)

## Mezzofondisti(1)
- Adrian Blincoe, mezzofondista neozelandese (Auckland, n. 1979)

## Militari(4)
- Adrian Cole, militare australiano (Glen Iris, n. 1895 - Melbourne, † 1966)
- Adrian von Fölkersam, militare tedesco (Pietrogrado, n. 1914 - Inowrocław, † 1945)
- Adrian Scrope, militare inglese (Oxfordshire, n. 1601 - Charing Cross, † 1660)
- Adrian von Bubenberg, militare e politico svizzero (Berna, n. 1424 - Berna, † 1479)

## Modelli(1)
- Adrian Cardoso, modello spagnolo (n. 1991)

## Musicisti(3)
- Adrian Lee, musicista britannico (Londra, n. 1957)
- Adrian Rollini, musicista statunitense (New York, n. 1903 - Homestead, † 1956)
- Tricky, musicista britannico (Bristol, n. 1968)

## Nuotatori(1)
- Adrian Moorhouse, ex nuotatore britannico (Bradford, n. 1964)

## Organisti(1)
- Adrian Valent, organista e compositore francese

## Pallamanisti(1)
- Adrian Cosma, pallamanista rumeno (Bucarest, n. 1950 - † 1996)

## Pallanuotisti(1)
- Adrian Ježina, ex pallanuotista e manager croato (Berwyn, n. 1972)

## Parolieri(1)
- Adrian Ross, paroliere e librettista britannico (Lewisham, n. 1859 - Londra, † 1933)

## Piloti automobilistici(2)
- Adrian Quaife-Hobbs, pilota automobilistico britannico (Pembury, n. 1991)
- Adrian Sutil, ex pilota automobilistico tedesco (Gräfelfing, n. 1983)

## Piloti motociclistici(3)
- Adrian Archibald, pilota motociclistico nordirlandese (Ballymoney, n. 1969)
- Adrian Bosshard, pilota motociclistico svizzero (Zurigo, n. 1962)
- Adrian Coates, pilota motociclistico britannico (Antrim, n. 1972)

## Pistard(1)
- Adrian Tekliński, ex pistard e ciclista su strada polacco (Brzeg, n. 1989)

## Pittori(2)
- Adrián de Alesio, pittore e poeta peruviano († 1650)
- Ludwig Richter, pittore e incisore tedesco (Dresda, n. 1803 - Dresda, † 1884)

## Poeti(3)
- Adrian Henri, poeta britannico (Birkenhead, n. 1932 - Liverpool, † 2000)
- Adrian Maniu, poeta e drammaturgo rumeno (Bucarest, n. 1891 - Bucarest, † 1968)
- Adrian Mitchell, poeta, romanziere e drammaturgo inglese (Hampstead Heath, n. 1932 - North London, † 2008)

## Politici(9)
- Adrian Amstutz, politico e imprenditore svizzero (Sigriswil, n. 1953)
- Adrian Cioroianu, politico e storico rumeno (Craiova, n. 1967)
- Adrian Delia, politico e avvocato maltese (Sliema, n. 1969)
- Adrian Fenty, politico statunitense (Washington, n. 1970)
- Adrian Hasler, politico e poliziotto liechtensteinese (Vaduz, n. 1964)
- Adrian Năstase, politico e giurista rumeno (Bucarest, n. 1950)
- Adrian Smith, politico statunitense (Scottsbluff, n. 1970)
- Adrian Wetter, politico e mercante svizzero (Herisau, n. 1694 - Herisau, † 1764)
- Adrian Țuțuianu, politico rumeno (n. 1965)

## Presbiteri(1)
- Adrian Fortescue, presbitero britannico (Hampstead, n. 1874 - Letchworth, † 1923)

## Procuratori sportivi(1)
- Adrian Aliaj, procuratore sportivo e ex calciatore albanese (Valona, n. 1976)

## Produttori discografici(1)
- Adrian Sherwood, produttore discografico e beatmaker britannico (Londra, n. 1958)

## Pugili(2)
- Adrian Diaconu, ex pugile rumeno (Ploiești, n. 1978)
- Drian Francisco, pugile filippino (San Jose, n. 1982)

## Registi(4)
- Adrian Teh, regista malese (Penang, n. 1984)
- Adrian Brunel, regista cinematografico e sceneggiatore inglese (Brighton, n. 1892 - Gerrards Cross, † 1958)
- Adrian Lyne, regista britannico (Peterborough, n. 1941)
- Adrian Maben, regista scozzese (n. 1942)

## Registi teatrali(1)
- Adrian Noble, regista teatrale e direttore artistico britannico (Chichester, n. 1950)

## Rugbisti a 15(3)
- Adrian Cashmore, ex rugbista a 15 neozelandese (Tokoroa, n. 1973)
- Adrian Garvey, ex rugbista a 15 e dirigente sportivo zimbabwese (Bulawayo, n. 1968)
- Adrian Hadley, rugbista a 15, rugbista a 13 e allenatore di rugby a 15 gallese (Cardiff, n. 1963)

## Saggisti(1)
- Adrian Marino, saggista, critico letterario e storico della letteratura romeno (Iași, n. 1921 - Cluj-Napoca, † 2005)

## Scacchisti(1)
- Adrian Mihalčišin, scacchista ucraino (Leopoli, n. 1954)

## Sceneggiatori(1)
- Adrian Johnson, sceneggiatore statunitense (Knoxville, n. 1883 - Los Angeles, † 1964)

## Schermidori(2)
- Adrian Germanus, ex schermidore tedesco (Hannover, n. 1955)
- Brooke Makler, schermidore statunitense (Filadelfia, n. 1951 - Parigi, † 2010)

## Sciatori alpini(3)
- Adrian Meisen, sciatore alpino tedesco (n. 1997)
- Adrian Pertl, sciatore alpino austriaco (n. 1996)
- Adrian Smiseth Sejersted, sciatore alpino norvegese (n. 1994)

## Scrittori(7)
- A. Igoni Barrett, scrittore nigeriano (Port Harcourt, n. 1979)
- Adrian Bravi, scrittore argentino (Buenos Aires, n. 1963)
- Adrian Chivu, scrittore rumeno (Bucarest, n. 1975)
- Adrian McKinty, scrittore britannico (Belfast, n. 1968)
- John Nichol, scrittore e militare britannico (North Shields, n. 1963)
- Adrian Păunescu, scrittore, pubblicista e poeta romeno (Copăceni, n. 1943 - Bucarest, † 2010)
- Adrian Tchaikovsky, scrittore britannico (Woodhall Spa, n. 1972)

## Sollevatori(2)
- Adrian Jigău, sollevatore rumeno (Arad, n. 1970)
- Adrian Zieliński, sollevatore polacco (Nakło nad Notecią, n. 1989)

## Storici(2)
- Adrian Goldsworthy, storico e romanziere britannico (n. 1969)
- Adrian Lyttelton, storico inglese (n. 1937)

## Tennisti(5)
- Adrian Mannarino, tennista francese (Soisy-sous-Montmorency, n. 1988)
- Leander Paes, ex tennista indiano (Goa, n. 1973)
- Adrian Quist, tennista australiano (Medindie, n. 1913 - Sydney, † 1991)
- Adrian Ungur, ex tennista romeno (Pitești, n. 1985)
- Adrian Voinea, ex tennista rumeno (Focșani, n. 1974)

## Velisti(1)
- Adrian Jardine, ex velista britannico (Salisbury, n. 1933)

## Velocisti(1)
- Adrian Metcalfe, velocista britannico (Bradford, n. 1942 - † 2021)

## Vescovi vetero-cattolici(1)
- Adrian Jan Broekman, vescovo vetero-cattolico olandese

## Violoncellisti(1)
- Adrian Brendel, violoncellista britannico (Londra, n. 1976)

## Wrestler(2)
- Arturo Ruas, wrestler brasiliano (Beirut, n. 1981)
- Adrian Street, wrestler gallese (Brynmawr, n. 1940 - Cwmbran, † 2023)

## Senza attività specificata(3)
- Adrian Donald, allenatore di rugby a 15 e ex rugbista a 15 neozelandese (Rotorua, n. 1977)
- Adrian Parker, ex pentatleta britannico (Croydon, n. 1951)
- Adrian Toader, ex pentatleta rumeno (n. 1972)